# Rhabdocline weirii
Rhabdocline weirii är en svampart som beskrevs av A.K. Parker & J. Reid 1969. Rhabdocline weirii ingår i släktet Rhabdocline och familjen Hemiphacidiaceae.   Inga underarter finns listade i Catalogue of Life.